# Patrol wojskowy na Zimowych Światowych Wojskowych Igrzyskach Sportowych 2010 – drużynowo kobiet

Patrol wojskowy kobiet drużynowo na 1. Zimowych Światowych Wojskowych Igrzyskach Sportowych odbył się w dniu 25 marca 2010 w miejscowości Brusson położonej w regionie Dolina Aosty we Włoszech.
Patrol wojskowy – zimowa konkurencja sportowa odbyła się na dystansie 15 km. Zawody wygrała reprezentacja Norwegii, Polki zdobyły brązowy medal.

## Terminarz
| Data               | Godzina (UTC+01:00) | Wydarzenie |
| ------------------ | ------------------- | ---------- |
| 25 marca 2010(dts) | 9:00                | Finał      |

## Medalistki
| Złoto                                                                           | Srebro                                                           | Brąz                                                                         |
| Norwegia · Anne Ingstadbjørg · Jori Mørkve · Tiril Eckhoff · Kari Henneseid Eie | Chiny · Liu Xanying · Wang Chunli · Song Chaoqing · Liu Yuanyuan | Polska · Krystyna Pałka · Magdalena Gwizdoń · Paulina Bobak · Karolina Pitoń |

## Wyniki
| Pozycja | Państwo  | Czas    | Rundy karne | Strata  | Uwagi |
| ------- | -------- | ------- | ----------- | ------- | ----- |
| 01 !    | Norwegia | 42:43,6 | 0           | 0,0     |       |
| 02 !    | Chiny    | 42:52,3 | 0           | +8,7    |       |
| 03 !    | Polska   | 43:01,4 | 0           | +17,8   |       |
| 4       | Rosja    | 44:28,7 | 1           | +1:45,1 |       |
| 5       | Włochy   | 44:40,1 | 0           | +1:56,5 |       |
| 6       | Niemcy   | 45:02,5 | 0           | +2:18,9 |       |
| 7       | Szwecja  | 46:41,9 | 1           | +3:58,3 |       |
| 8       | Francja  | 46:56,5 | 3           | +4:12,9 |       |
| 9       | Białoruś | 47:45,5 | 1           | +5:00,9 |       |
| 10      | Rumunia  | 48:33,5 | 1           | +5:49,9 |       |
| 11      | Łotwa    | 49:34,6 | 0           | +6:51,0 |       |

Źródło